# Эриксен, Йон
Йон Хартманн Эриксен (дат. John Hartmann Eriksen; 20 ноября 1957, Ассенс, Дания — 12 февраля 2002, Копенгаген, Дания) — датский футболист, игравший на позиции нападающего. Выступал, в частности, за клубы «Рода» и «Серветт», а также национальную сборную Дании.

## Клубная карьера
Воспитанник футбольной школы клуба «Свеннборг».
Во взрослом футболе дебютировал в 1978 году выступлениями за команду «Оденсе», в которой провел два сезона, приняв участие в 58 матчах чемпионата.
Своей игрой привлек внимание представителей тренерского штаба клуба «Рода» из Голландии, к составу которого присоединился в 1980 году. Сыграл за команду из Керкраде следующие четыре сезона своей игровой карьеры. Большинство времени, проведенного в составе «Роды», был основным игроком атакующего звена команды.
Впоследствии с 1984 по 1986 год играл за команды «Мюлуз» и «Фейеноорд».
1986 года заключил контракт с клубом «Серветт», в составе которого провел следующие три года своей карьеры игрока. Играя в составе «Серветта» также, как правило, выходил на поле в основном составе команды. В новом клубе был среди лучших голеодоров.
В течение 1989—1991 годов защищал цвета команды «Люцерн».
Завершил профессиональную игровую карьеру в клубе «Свеннборг», за который выступал в течение 1991—1993 годов.

## Выступления за сборные
В 1975 году дебютировал в составе юношеской сборной Дании, принял участие в трех играх на юношеском уровне, отметившись одним забитым голом.
В течение 1978—1983 годов привлекался в состав молодежной сборной Дании. На молодежном уровне сыграл в 15 официальных матчах, забил 3 гола.
В 1981 году дебютировал в официальных матчах в составе национальной сборной Дании. В течение карьеры в национальной команде, которая длилась 8 лет, провел в форме главной команды страны 17 матчей, забив 6 голов.
В составе сборной был участником чемпионата мира 1986 года в Мексике, чемпионата Европы 1988 года в ФРГ.

## Болезнь и смерть
После завершения игровой карьеры заболел деменцией, с болезнью прожил пять лет, три последних в доме престарелых в Свеннборге, скончался в 2002 году. Панихида прощания совпала с календарным матчем чемпионата Голландии между клубами «Фейноорд» и «Рода», за которые он выступал, оба клуба одновременно собрали и пожертвовали деньги на исследования болезни Альцгеймера.

## Достижения
- Лучший бомбардир французской Лиги 2: 1985 (группа А, 27 голов)
- Лучший бомбардир швейцарской Суперлиги: 1986—1987 (28 голов), 1987—1988 (36 голов)

## Статистика

### Выступления за клубы
| Клуб             | Сезон            | Лига | Лига | Кубки | Кубки | Еврокубки | Еврокубки | Прочие | Прочие | Итого | Итого |
| Клуб             | Сезон            | Игры | Голы | Игры  | Голы  | Игры      | Голы      | Игры   | Голы   | Игры  | Голы  |
| ---------------- | ---------------- | ---- | ---- | ----- | ----- | --------- | --------- | ------ | ------ | ----- | ----- |
| Оденсе           | 1978             | 29   | 22   | ?     | ?     | 4+        | 4+        | 0      | 0      | 33+   | 26+   |
| Оденсе           | 1979             | 29   | 20   | ?     | ?     | 2+        | 5+        | 0      | 0      | 31+   | 25+   |
| Оденсе           | Итого            | 58   | 42   | ?     | ?     | 6+        | 9+        | 0      | 0      | 64+   | 51+   |
| Рода             | 1979/80          | 12   | 0    | 3     | 1     | 0         | 0         | 0      | 0      | 15    | 1     |
| Рода             | 1980/81          | 34   | 21   | 2     | 1     | 6         | 5         | 0      | 0      | 42    | 27    |
| Рода             | 1981/82          | 33   | 19   | 1     | 0     | 0         | 0         | 0      | 0      | 34    | 19    |
| Рода             | 1982/83          | 34   | 17   | 4     | 4     | 0         | 0         | 0      | 0      | 38    | 21    |
| Рода             | 1983/84          | 31   | 23   | 3     | 1     | 0         | 0         | 0      | 0      | 34    | 24    |
| Рода             | Итого            | 144  | 80   | 13    | 7     | 6         | 5         | 0      | 0      | 163   | 92    |
| Мюлуз            | 1984/85          | 34   | 27   | 4+    | 2+    | -         | -         | 3      | 1      | 41+   | 30+   |
| Мюлуз            | Итого            | 34   | 27   | 4+    | 2+    | 0         | 0         | 3      | 1      | 41+   | 30+   |
| Фейеноорд        | 1985/86          | 31   | 22   | 3     | 2     | 2         | 1         | 0      | 0      | 36    | 25    |
| Фейеноорд        | Итого            | 31   | 22   | 3     | 2     | 2         | 1         | 0      | 0      | 36    | 25    |
| Серветт          | 1986/87          | 29   | 28   | 5     | 6     | 0         | 0         | 0      | 0      | 34    | 34    |
| Серветт          | 1987/88          | 34   | 36   | 3     | 2     | 0         | 0         | 0      | 0      | 37    | 38    |
| Серветт          | 1988/89          | 24   | 11   | 2     | 1     | 4         | 0         | 0      | 0      | 30    | 12    |
| Серветт          | Итого            | 87   | 75   | 10    | 9     | 4         | 0         | 0      | 0      | 101   | 84    |
| Люцерн           | 1989/90          | 36   | 21   | 5     | 3     | 7         | 5         | 0      | 0      | 48    | 29    |
| Люцерн           | 1990/91          | 35   | 16   | 2     | 0     | 9         | 4         | 0      | 0      | 46    | 20    |
| Люцерн           | Итого            | 71   | 37   | 7     | 3     | 16        | 9         | 0      | 0      | 94    | 49    |
| Всего за карьеру | Всего за карьеру | 425  | 283  | 37+   | 23+   | 34+       | 24+       | 3      | 1      | 499+  | 331+  |

### Матчи Эриксена за сборную Дании
| Матчи Эриксена за сборную Дании | Матчи Эриксена за сборную Дании | Матчи Эриксена за сборную Дании | Матчи Эриксена за сборную Дании | Матчи Эриксена за сборную Дании | Матчи Эриксена за сборную Дании |
| ------------------------------- | ------------------------------- | ------------------------------- | ------------------------------- | ------------------------------- | ------------------------------- |
| №                               | Дата                            | Соперник                        | Счёт                            | Голы Эриксена                   | Соревнование                    |
| 1                               | 15 апреля 1981                  | Румыния                         | 2:1                             | —                               | Товарищеский матч               |
| 2                               | 1 мая 1981                      | Люксембург                      | 2:1                             | —                               | Чемпионат мира 1982 (отбор)     |
| 3                               | 1 сентября 1982                 | Румыния                         | 0:1                             | —                               | Товарищеский матч               |
| 4                               | 11 апреля 1984                  | Испания                         | 1:2                             | 1                               | Товарищеский матч               |
| 5                               | 13 мая 1986                     | Норвегия                        | 0:1                             | —                               | Товарищеский матч               |
| 6                               | 13 июня 1986                    | ФРГ                             | 2:0                             | 1                               | Чемпионат мира 1986             |
| 7                               | 18 июня 1986                    | Испания                         | 1:5                             | —                               | Чемпионат мира 1986             |
| 8                               | 10 сентября 1986                | ГДР                             | 1:0                             | 1                               | Товарищеский матч               |
| 9                               | 24 сентября 1986                | ФРГ                             | 0:2                             | —                               | Товарищеский матч               |
| 10                              | 29 октября 1986                 | Финляндия                       | 1:0                             | —                               | Чемпионат Европы 1988 (отбор)   |
| 11                              | 29 апреля 1987                  | Финляндия                       | 1:0                             | —                               | Чемпионат Европы 1988 (отбор)   |
| 12                              | 3 июня 1987                     | Чехословакия                    | 1:1                             | —                               | Чемпионат Европы 1988 (отбор)   |
| 13                              | 26 августа 1987                 | Швеция                          | 0:1                             | —                               | Товарищеский матч               |
| 14                              | 10 мая 1988                     | Венгрия                         | 2:2                             | 1                               | Товарищеский матч               |
| 15                              | 5 июня 1988                     | Бельгия                         | 3:1                             | 2                               | Товарищеский матч               |
| 16                              | 14 июня 1988                    | ФРГ                             | 0:2                             | —                               | Чемпионат Европы 1988           |
| 17                              | 17 июня 1988                    | Италия                          | 0:2                             | —                               | Чемпионат Европы 1988           |

Итого: 17 матчей / 6 голов; 7 побед, 2 ничьи, 8 поражений.